# Lasioglossum alluaudi
Lasioglossum alluaudi är en biart som först beskrevs av Joseph Vachal 1903.  Lasioglossum alluaudi ingår i släktet smalbin, och familjen vägbin. Inga underarter finns listade i Catalogue of Life.